# La Cueva (Cantabria)
La Cueva es una localidad del municipio de Castañeda de la comunidad autónoma de Cantabria (España). En el año 2008 la localidad contaba con 574 habitantes (INE). Está a una distancia de 3 kilómetros de la capital municipal Pomaluengo.

## Patrimonio
- Iglesia de estilo barroco;
- Ermita de San José
- Ermita de San Pelayo
- Casa solariega de Obregón
- Casa solariega de Hoyos, hoy reconvertida en hotel
- Restos de calzada romana:
  - La Cueva se encontraba en la vía de comunicación que unía la bahía de Santander y las minas de Peña Cabarga con la principal zona de penetración romana, la cuenca del río Besaya (confluirían a la altura de la localidad de Riocorvo).

## Folclore
- San Pelayo, segundo domingo de julio.
- Tramo de carril-bici, inaugurado en 2007, que une La Cueva con el puente de la Ferrería, en Socobio, enlazando con el carril bici de Puente Viesgo.